# Jacqueline Gozland
Pour les articles homonymes, voir Gozlan.
Jacqueline Gozland (ou Gozlan), née à Constantine en 1953, est une cinéaste et productrice juive algérienne, connue principalement pour ses films documentaires sur la vie artistique en Algérie.

## Vie
Jacqueline Mass'ouda Gozland est née dans une famille juive de Constantine, d'un père tailleur et d'une mère cuisinière, un an avant le début de la guerre d'Algérie. Son père meurt accidentellement alors qu'elle a deux ans.
Elle quitte l'Algérie à l'âge de huit ans avec sa mère pour Marseille, partageant le sort d'un million de pieds-noirs, parmi lesquels 100 000 juifs. De ce départ, qu'elle vit comme un exil, elle ne garde aucun souvenir. L'amnésie qui affecte ce moment crucial de sa vie est à l'origine de sa vocation de cinéaste : « J’ai éprouvé le besoin de construire les images de ma mémoire effacée » dit-elle dans un entretien.
Elle suit des études d'histoire et de cinéma.
À la différence d'autres juifs d'Algérie, français en vertu du décret Crémieux, elle se considère comme algérienne,,. Elle revient en Algérie en 1987 dans le cadre de son travail de cinéaste ; « mon deuxième prénom, Messaouda (« la bienheureuse » en arabe), a pris en cet instant tout son sens », déclare-t-elle. Ce retour vivifiant donne lieu à de nouveaux projets de films qui ont pour thème le pays natal.

## Œuvres cinématographiques
Jacqueline Gozland commence par réaliser des courts-métrages de fiction puis se tourne vers le documentaire. Certains de ses films sont en rapport avec l'Algérie, d'autres sont ancrés en France et traitent une thématique sociale (les banlieues, où Jacqueline Gozland a passé son adolescence ; les aides à domicile ; les aumôniers de prison).
- Esther (1984), court-métrage de fiction présenté au Festival de Cannes dans la « Section parallèle »[9]. Le film évoque une mère, Esther, et sa fille Déborah, au cours d'un repas de fête de Pourim, ainsi que le mariage de l'Esther biblique avec le roi perse Assuérus ; la mère se souvient de son propre mariage en Algérie[10].
- Amours éternelles (1987) , court-métrage de fiction présenté au Festival de Cannes dans la section « Perspectives du Cinéma français », centré sur la relation entre Reinette l'Oranaise, célèbre chanteuse algérienne dans la tradition judéo-arabo-andalouse, et son pianiste, Mustapha Skandrani[11].
- Abdel et Marie (1987), court-métrage de fiction qui représente un couple mixte à Paris[12].
- Reinette l’Oranaise, le port des amours (1992) ; ce long-métrage documentaire fait alterner des entretiens en français avec la chanteuse judéo-algérienne, des chansons en arabe interprétées "live" par Reinette, traduites dans les sous-titres, ainsi que des témoignages d'artistes et du journaliste Boudali Safir[13]. Le film vaut à J. Gozland d'être nommée au deuxième Festival panafricain d'Alger (2009) « cinéaste de la diaspora ». Cette reconnaissance restitue à la réalisatrice « une part de son algérianité » selon l'hebdomadaire Le Point[14].
- Les Gardiennes de la mémoire (2000) ; ce film documentaire représente des aides à domicile de Bobigny travaillant auprès de personnes âgées. Elles sont confrontées à la mort des personnes du troisième âge et, pour celles qui sont immigrées, quelquefois, au racisme[15].
- Et la vie continue (2002) ; ce film documentaire aborde à travers des témoignages la relation entre les personnes âgées atteintes de la maladie d'Alzheimer d'une part et leurs enfants ou les aidants d'autre part.
- Liberté Égalité Fraternité (2009), film documentaire centré sur des femmes jouant un rôle culturel ou social dans des banlieues françaises (une cheffe d’orchestre, une comédienne, une directrice de salle de cinéma, une journaliste animatrice de ciné-club, une professeure en médecine, une pédopsychiatre)[16].
- J’étais en prison et vous m’avez visité (2011), film documentaire sur des aumôniers de prison de différentes confessions (catholiques, protestants, juifs, musulmans)[17].
- Mon histoire n'est pas encore écrite, 2017[14] ; ce long métrage documentaire diffusé sur Ciné+ Classic retrace l'histoire de la cinémathèque d'Alger, « carrefour des arts situé entre l'université d'Alger, le Musée d'Art moderne d'Alger et le Théâtre national algérien»[18], fondée grâce à la volonté commune de Henri Langlois[14], Mahieddine Moussaoui et Jean-Michel Arnold[19], lieu culturel majeur, qui a contribué à l’essor d’une cinématographie nationale en Algérie[20]. Le film prend appui sur des archives et sur les témoignages de cinéastes et de critiques comme Jean Douchet, Sid Ahmed Agoumi, Farouk Beloufa, Ahmed Bejaoui, Lyes Meziani[21].

Jacqueline Gozland a obtenu le prix Villa Médicis hors les murs et a participé à l’exposition « Générations, un siècle d’histoire culturelle des Maghrébins en France »

## Sur Jacqueline Gozland
- Portrait d'artiste, cinéma, Jacqueline Gozland, vidéo de l'Institut du Monde arabe réalisée par Houda Khouadri, 10 minutes, 2018 vidéo en ligne
- Hassina Mechaï, « Quand la cinémathèque d'Alger nous est contée », sur Le Point, 23 février 2018 (consulté le 22 mai 2022)
- « Documentaire : Jacqueline Gozland écrit l’histoire d’un lieu magique, la cinémathèque d’Alger – Jeune Afrique », sur JeuneAfrique.com (consulté le 22 mai 2022)
- Kader Bakou, « Mon histoire n’est pas encore écrite, de Jacqueline Gozland, ou l’histoire de la Cinémathèque d’Alger - Culture », sur le Soir d'algérie (consulté le 22 mai 2022)
- « L’histoire à écrire, réécrire | El Watan », sur www.elwatan.com (consulté le 22 mai 2022)
- Fadila Djouder, «Institut français d’Alger : La Cinémathèque algérienne, une histoire racontée par Jacqueline Gozland», 7 April 2019, lire en ligne
- « Institut français d’Alger : La Cinémathèque algérienne, une histoire racontée par Jacqueline Gozland », sur www.algerie360.com, 7 avril 2019 (consulté le 22 mai 2022)
- « La légende continue | El Watan », sur www.elwatan.com (consulté le 22 mai 2022) (sur le film Reinette l'Oranaise), 17 mars 2013.
- Caroline BONNEFOND, « La vie derrière soi », sur Libération (consulté le 22 mai 2022)
- Entretien radiophonique sur RFI avec Yasmine Chouaki, "En Sol Majeur", 48 minutes, 2019, émission en ligne